# 並河靖之

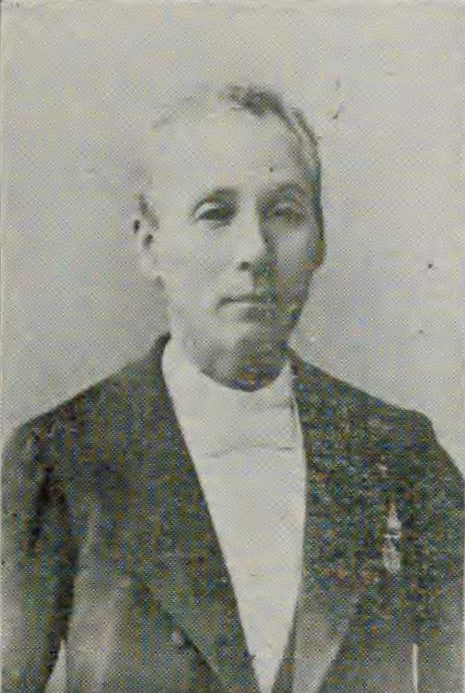
並河靖之

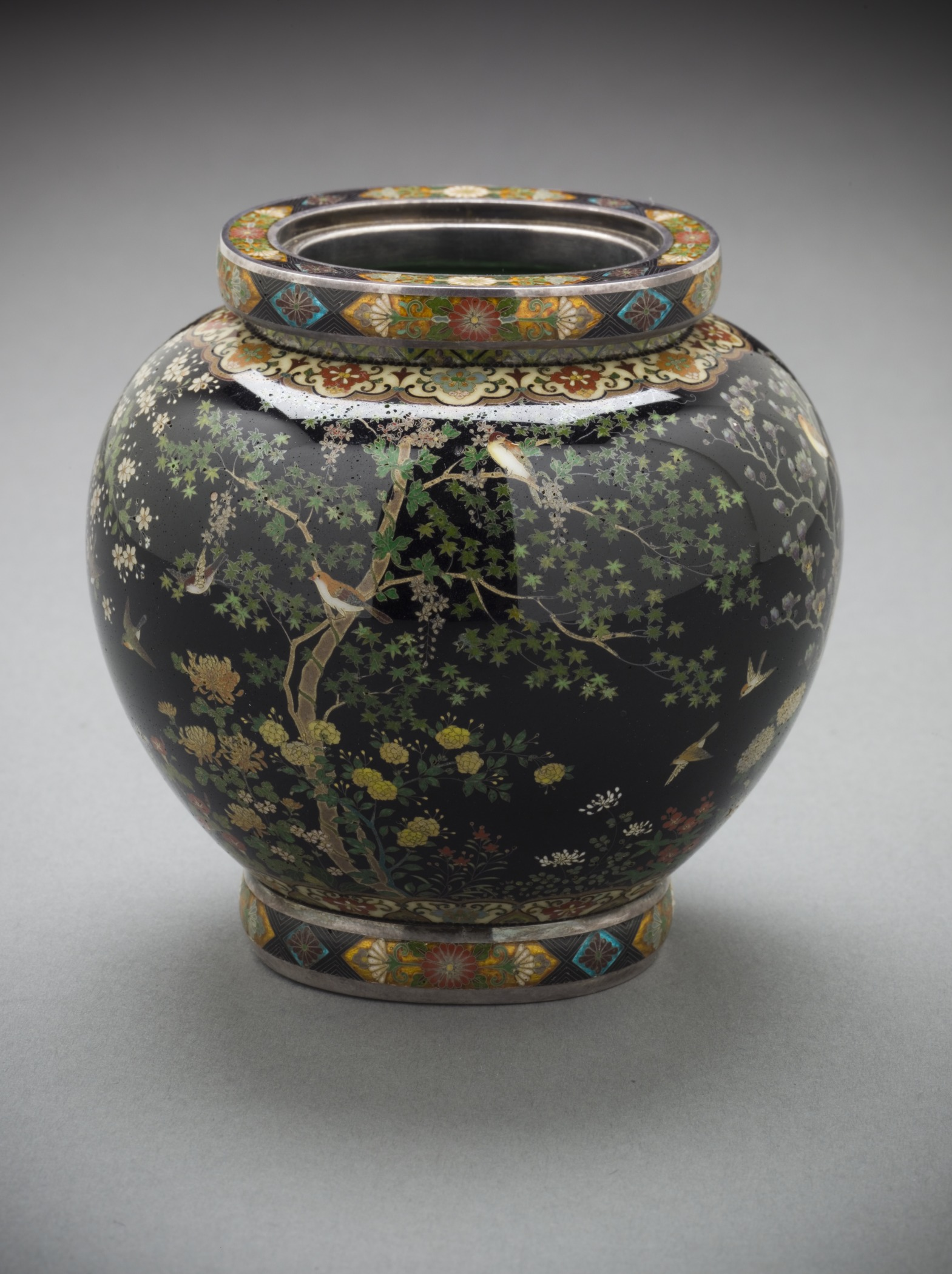
並河の香炉 (ロサンゼルス・カウンティ美術館)

並河 靖之（なみかわ やすゆき、弘化2年9月1日（1845年10月1日） - 昭和2年（1927年）5月24日）は、日本の七宝家。明治期の日本を代表する七宝家の一人で、京都を中心に活躍。近代七宝の原点である有線七宝にこだわり続けてこれを極め、東京で活動した無線七宝を得意とするライバルの濤川惣助と共に、二人のナミカワと評された。

## 伝記

### 生い立ち
川越藩松平大和守の家臣で、京都留守居役京都詰め役人だった高岡九郎左衛門の3男（幼名は留蔵）として京都柳馬場御池北入町で生まれる。川越藩は近江国に5000石の知行を持っており、高岡家は代々その代官であった。靖之は幼い頃から動物が好きで、毎日下男におぶって貰い、近くの本能寺の馬場へ馬の匂いを嗅ぎに行ったという。安政2年（1855年）11歳のときに、親戚で粟田青蓮院宮家に仕えていた並河家当主の靖全が急死したため、急遽養子となった。並河家の家督を継いで通称を政治郎に改め、安政5年（1858年）に元服、名を主税、諱を靖之を名乗る。なお、江戸時代の青蓮院家には東の並河家と西の並河家の2家の並河家があったが、靖之が養子入りしたのは西の並河家で、靖之は9代目に当たる。家督相続後すぐに、時の当主・久邇宮朝彦親王に近侍として仕え、親王が安政6年から文久2年に相国寺への「隠居永蟄居」を命じられた時や、明治2年から4年にかけても広島藩預りになった際も、親王のそばで仕え続けた。靖之は大坪流を修めた馬術の達人で、伏見宮や閑院宮にも馬術の手解きをしたという。しかし、家禄は年40両と微禄だったため、明治4年頃から事業を起こそうと思い立つ。宮家に仕える傍ら、兎や鶏を飼ったり、団扇の骨やササラを作るが、これらは全て失敗した。

### 七宝制作開始と2度の挫折
靖之の七宝制作の契機には諸説あり、オリバー・インピーは著書で「並河は明治元年（1868年）、尾崎九兵衛（明治4年に京都七宝会社を創立）の錦雲軒派と共に七宝製作を始めたと伝えられる」と記している。あるいは、明治5年（1872年）京都三条の加賀屋敷で尾張出身の桃井義三郎が七宝制作を開始しており、靖之の七宝制作もこれが契機となったという説もある。他にも、加賀屋敷で七宝会社を設立したのは明治4年（1871年）で、並河靖之、大井善臓、水谷龍造らが関わったという説もある。この説では、桃井義三郎や後藤文造の名前は記載されていない。また、靖之の右腕を務めた中原哲泉による伝承では賀陽宮のお付きとなった桐村茂三郎が靖之に名古屋で盛んだった七宝製造を勧めたといわれている。
靖之は明治6年（1873年）秋ごろから桐村茂三郎と10円ずつ出しあって資本金とし、自分たちの七宝制作所を起こす。この10円は前年に結婚した妻の持参金で、なけなしの金だったという。苦心の末同年12月に処女作「鳳凰文食籠」を完成させる。この作品は当初朝彦親王に献上されたが、第一号の記念品だったため、後に他の作品と交換してもらい、現在も並河靖之七宝記念館に伝わっている。翌年春過ぎには製造のめどが立ち、同業者の錦雲軒の世話で販路も開拓し、本格的に創業を開始する。ところが、桐村は七宝業に見込があると見るや、靖之が少し病で寝込んだ隙に職工を連れて出て行ってしまう。困惑した靖之は錦雲軒に相談すると、辞めずに続けるよう励まされ、残った職工2人と細々と再開する。
当時の日本は工業が未熟であったので、明治政府は貴重な外貨獲得手段（殖産興業）の一環として日本の伝統工芸品の欧米への輸出を奨励していた。靖之もこの流れに乗り、明治8年（1875年）の京都博覧会に作品を出品して銅賞を受賞する。自信をつけた靖之は、西洋の博覧会に積極的に出品するようになり、明治9年（1876年）の1876年のフィラデルフィア万博で銅賞牌、翌年の第1回内国勧業博覧会で鳳紋賞牌、翌々年の1878年のパリ万博で銀賞を受賞する。
明治10年から朝彦親王の第4王子多田宮（のちの梨本宮守正王）と、第5王女絢姫（のちの竹内絢子）を相次いで自宅に預かり2年間教育係を務めたものの、横浜の外国商館ストロン商会から商談が舞い込むと七宝専業を決意し、明治11年末に宮家を辞す。しかしその後も宮家との関係は続き、朝彦親王が薨去した後も月に10回近く御殿に参内の上対面し、久邇宮が東京と京都を行き来する際はそのお供をしている。明治12年（1879年）京都府の博覧会品評人、明治14年（1881年）画学校御用掛を務めるなどキャリアを重ねるが、同じ14年頃、ストロン商会から品質が悪く買い手がつかないとの理由で契約を破棄される。京都の七宝に大きな影響を与えたワグネルは、既に靖之の内国勧業博覧会出品作について、器の質が悪く雑で、色彩も鈍く、図柄も七宝に適しておらず、京都の刺繍裁縫などを模範に勉強すべきだと警告していたが、これが現実のものとなった。靖之の面目は丸潰れとなったが、一方で気の毒に思ったストロン商会は靖之に勉強させるため、同年東京で開かれた第2回内国勧業博覧会に連れ出した。靖之はここで尾張七宝の質の高さを目のあたりにし自分が井の中の蛙だったことを痛感、京都に戻ると直ちに職人を約半分に減らして事業を縮小する。靖之は自費で再び上京し、毎日博覧会に通い詰め、七宝を訪ねて日光など各地を巡り見聞を広めて帰京すると、今度は全ての職工を暇を出し、自分と新たに雇った5人の少年だけで再出発する。

### 絶頂と衰退

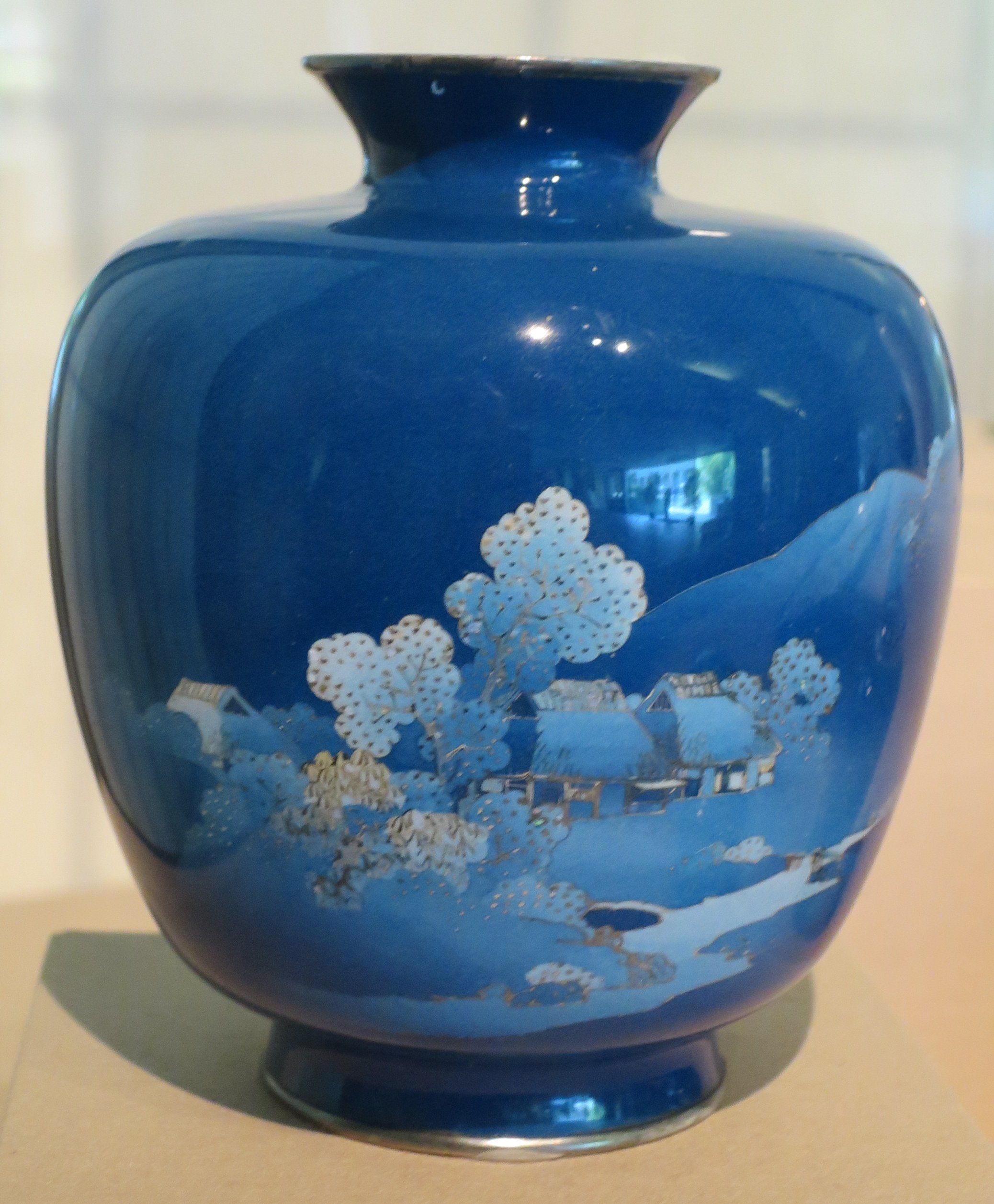
並河靖之(1910-1915)

2度の挫折を味わった靖之であるが、更に技術を磨きをかけ、再び軌道に乗せることに成功する。明治10年代、三条白川一帯は七宝業者が20数軒林立し、靖之は彼らと切磋琢磨した。靖之は、下絵担当で工場長を務めた中原哲泉ら優秀な工人を育て、釉薬にも研究を重ね、明度や彩度がある艷やかで潤いある多彩な色彩を獲得した。金属線も均一で厚みのある真鍮線から、銀線や金線を使用することで線幅をより細くするのを可能にし、更に線に筆で描いたような肥痩を付けて図柄に躍動感を与え、金銀線それ自体を一つの色彩とした。更に技術的な進歩により、釉薬の量を減らしても望む効果が得られるようになったらしく、この頃から作品の重さが3割ほど軽くなっている。その精緻な細工、色彩感覚、構図の美しさなどを理由に、1889年のパリ万博、1900年のパリ万博等で数々の賞を受賞した。金賞も含めた国内外の博覧会での受賞は合計31回にも及ぶ。旧主・久邇宮朝彦親王に対しても、お呼びがあれば度々親王へ参上するなど宮家とは生涯に渡って深い絆を保ち続けた。靖之はしばしば宮中御用を務めているが、それも朝彦親王との関係による。
その高い技量は政府にも認められた。明治26年（1893年）5月29日には緑綬褒章を授与され、明治29年（1896年）6月30日には帝室技芸員に任命された。その裁可書によれば、靖之は支那製七宝器の海外輸出に適するを認め、七宝焼の試製により築窯から茶金石を用いた製法までを発明し、その技量の妙絶さにより内外博覧会で数十の受賞をしたことが褒章の理由として記載されている。
七宝の分野で帝室技芸員に任命されたのは靖之と濤川惣助の2人だけである。養女・徳子の回想によるとこの頃が靖之の絶頂期で、「博覧会では実に勿体無いほど儲かった」といい、職人も40から50人抱えていたという。外国人が直接家に来て七宝を買い付けることも多くなったため、背の高い外国人を迎えるに相応しい家にしようと、明治23年（1890年）に蔵を建てて店として使い、明治26年（1893年）には母屋が完成した（現在の並河靖之七宝記念館）。明治39年（1906年）賞勲局の特命を受けて勲章製造も始めることになり、東京下谷根岸町八幡に工場が設けられた。
しかし、明治末から大正期に入ると、人件費の高騰や物価高、外国人観光客の減少から七宝は輸出量が激減、販売高の9割が外国需要だった七宝は大打撃を受ける。そのため靖之は、大正12年（1923年）7月、大きな損失を抱える前に工房を閉鎖する決断を下す。廃業後は隠居し、山科駅の北に琵琶湖疏水の水を引き入れた100坪の池を作り、そこに鯉を2, 300尾放流し、毎日眺めるのが日課だったという。その4年後、動脈硬化症により83歳の生涯を閉じた。死後、宮内庁から特旨をもって従七位に叙せられ、各宮家から多数の祭粢が寄せられたという。一方、勲章工場の方は徳子の夫が継承し、会社組織として並河の死から2年後の昭和4年まで続けられている。

## 作品の特徴

### 有線七宝技法の追求
並河七宝の特徴は、有線七宝技法にある。有線七宝とは、図柄の輪郭線に沿って細い金属線をかたどり、その中に釉薬を挿し焼成するやり方で、金属線が繊細な図柄を引き立たせる。そのため他の七宝家たち、濤川や尾張七宝が先んじて開発したり取り入れた無線七宝、省線七宝、盛上七宝、省胎七宝等の技法は用いられていない。この理由ははっきりしなが、靖之は有線七宝こそ七宝の本流で線の美しさこそ七宝の本質だと考えていたという説や、靖之の右腕だった中原哲泉の筆線へのこだわりのためとも推測される。靖之に代表される明治期の高級な七宝作品は、1つの作品を作るのに1年かかることもあり、非常に手間暇がかかった。このため人件費が嵩み、他の日本の伝統工芸品と同じく、日本の工業化が進展するにつれ外貨獲得の手段としての役目が終わると、さまざまな社会の変化もあり急速に廃れていったが、特に靖之の技巧は人並みはずれたものであった。しかし、なぜ全くの素人だった靖之が一代で世界を驚かす作品を作れるまでになった理由は、未だ研究途上である。
靖之自身は訪ねてきた外国人に対しこう語っている、「大きな倉庫、大きな作業場は要りません。100人以上の従業員を持つ野心もありません。多量の依頼や商売上の注文を取ったり、与えられた時間内で制作をすることは御免です」「よい芸術、よい作品は、銭金の指図を受けません。それから従業員には急ぎ仕事はさせません。そうでないと精緻さに欠けた作品となり、また急場仕事で負担がきつくなるからです」「どんな鑑定家に見せても恥ずかしくない出来栄えのよい作品のために、何年も時間をかけることは苦痛ではなく、むしろ喜びです。そこから、まさに、賞賛と名誉が得られるのです」。

### 色彩と黒色透明釉薬

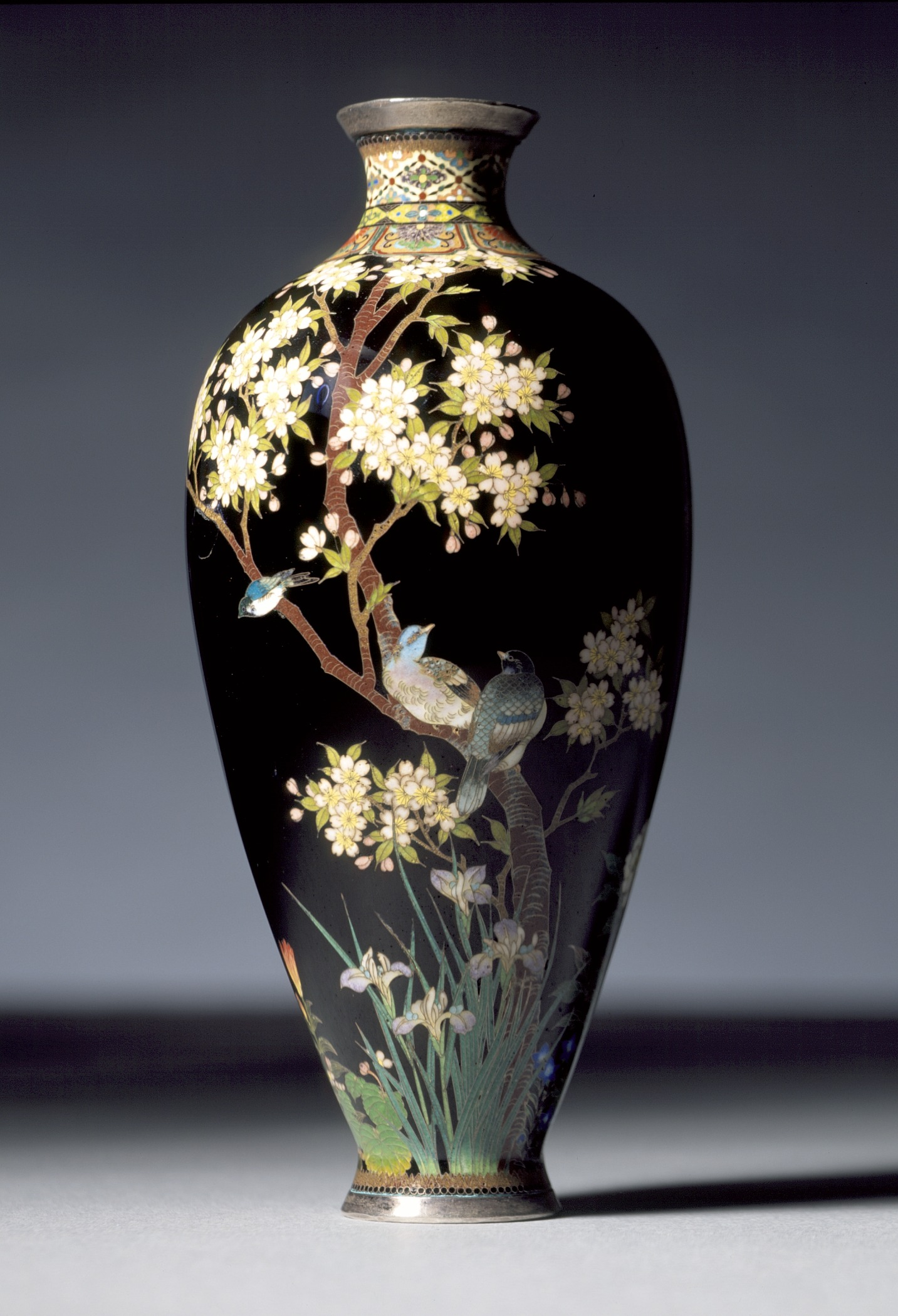
花鳥文花瓶 ロサンゼルス・カウンティ美術館

靖之作品の特徴として、まずは作品の色彩の豊かさと色彩の透明感が挙げられる。七宝焼の色彩となる釉薬はそれぞれの鉱物を焼成した際の化学変化から作られるが、靖之は鉱物の分量や配合の割合、焼成する際の時間や温度について気の遠くなるような試行錯誤を重ねて、多くの色彩や色彩のグラデーションを作り上げた。並河家には当時使われていた釉薬がそのまま残されているが、例えば「桐花瓶用別口黄色ボカシ」という色を表現するために、明度の異なる釉薬を15種類用いると書かれており、靖之の色への執着が窺われる。靖之が発明したものとして特に有名なのが、黒色透明釉薬である。黒色透明釉の発明により、それまでの七宝作品では存在しなかった透明感のある艷やかで深い黒が出せるようになり、靖之の作品でも背景色として良く使われて、色鮮やかで精緻な図柄を際立たせている。なお、黒色透明釉薬も青味がかったものから赤味を帯びたものなど、複数あるのを目視で確認できる。17点の作品を科学調査したところ、少なくとも6種類あるのは確認できるが、その技法までは判明していない。反面、黒色透明釉薬は小さな傷や僅かな釉薬の乱れも隠せないため、製作には相当な技量が要求される。黒色透明釉を使った作品で特に高名なのが、1900年のパリ万博に出品された後に皇室に買い上げられた「黒地四季花鳥図花瓶」であり、現在は三の丸尚蔵館に納められており、令和7年度に重要文化財に指定される予定である。また靖之はモスグリーン、アイボリー、ライトグレー、小豆色なども好んで使った。
色彩以外でも、作品の優美で繊細なデザインや精緻な技巧への評価が非常に高い。他の七宝作家の作品と同じく花鳥風月を題材にしたものが多いが、並河家の家紋が蝶だったこともあり、蝶がデザインの題材としてよく使われている。

### 技術と作風の変遷の流れ

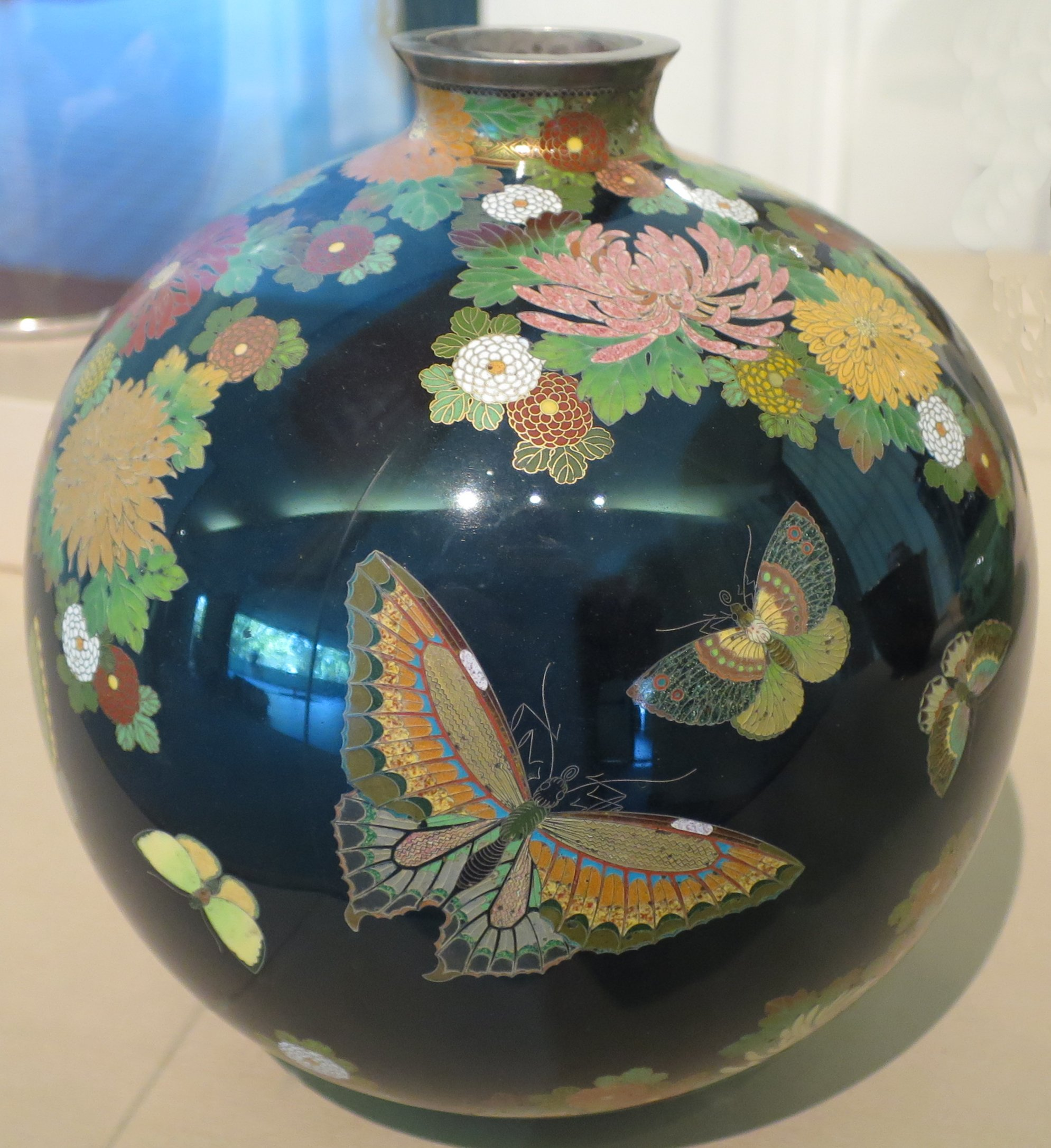
菊蝶図花瓶(1900-1910)

靖之の初期の品は、渦巻きなどの文様が全面に施され、主に不透明な釉薬が用いられた。明治9年からは茶金石を入れる手法が見られ、他の職人の品と比べて植線が少なく渦巻きなどの文様の間がより離れていた。明治10年前後には作風が大きく変化したことから、京都舎密局でのゴットフリート・ワグネルとの直接的または間接的な出会いが靖之に影響を与えたことは疑う余地がないと断じられている

。
第二期の壺では、花鳥などの古風なモチーフが手の込んだ巻軸模様で囲まれており、上下にも同様の複雑な縁取りが施されるようになる。このような作風は明治28年の第四回内国博覧会頃まで見られる。その第四回内国博覧会で一等を与えられた作品は、靖之の第三期の作品の最初の1つである。伝統的な題材から絵画的な意匠への脱出、そして欠陥のない完璧な黒色釉の背景が讃えられた。
第三期の作風は明治28年から明治36年頃まで続き、この間に絵画的な図案を取り囲む巻軸模様は排除され、以降はほとんど施されなくなる。これにより、図案はより絵画的になり、全体の主な部分を占めるようになる。また、植線はより繊細になり、しかも重要性を増して、装飾の必要要素としてだけでなく、装飾の一部として使われるまでに到る。明治36年の第五回内国博覧会頃には靖之は七宝界の頂点に立つ名人として、思うままに製作することが可能となり、最後の作風が始まる。
明治36年以降の作品は、植線を墨のように表現して、七宝というより水墨画のような意匠を用いている。
ただし、靖之の七宝制作は芸術活動ではなく、あくまで「輸出産業」であったため、注文があれば時期によらず求められた作風のものを作っていたであろうと考えられている
また、このような海外からの分類に対して国内でも異なる観点での分類が行われている。

## 作品の行方
明治期の日本の七宝作品については、当時から世界の七宝作品の歴史の中でも最高の到達点に達したと評価されていたが、特に靖之の作品は日本国外でも高名であった。靖之の作品は小ぶりのものが多いが、10cm程度の小さな作品が当時のロンドンで働く事務員の年収に匹敵する価格で、欧米の美術館や富豪に買い取られた。また、日本国内においては皇室や宮内省に買い取られ、海外要人・賓客や国内の功労者への下賜品となった。作品の多くが輸出向けであり人気も高かったため、靖之の工房で保存しておいた作品以外については日本国内にほとんど残っていなかった。また大正時代以降は、明治時代の工芸は装飾過多で俗悪だとされ、長く等閑視されてきた。
しかし1980年代に明治工芸の魅力に目覚めて海外から積極的に買い戻しを行ってきた村田理如が、平成12年（2000年）に清水三年坂美術館を開館したことで、日本で明治工芸が再び注目され再評価されるようになり、以前と比べて状況は変化している。平成20年（2008年）時点で同館は並河の銘を持つ作品だけでも約100点所蔵しており、同年には並河靖之七宝記念館所蔵品のうち、作品141点、下図類989点、道具類532点の計1,662点が「並河靖之七宝資料」の名称で国の登録有形文化財に登録された。また平成28年（2016年）には京都国立近代美術館が清水三年坂美術館から明治工芸106点を10億8千万円で、平成30年（2018年）には20点を6億2600万円で買い上げており、このうちには複数の並河作品が含まれていた。再評価に伴ってテレビにも取り上げられるようになり、平成29年（2017年）には、かつて靖之が仕えていた久邇宮朝彦親王の八男・朝香宮鳩彦王が建てた東京都庭園美術館や、伊丹市立美術館、パラミタミュージアムで初の回顧展が開かれた。
現在、日本国外では、イラン系イギリス人のナセル・ハリリの明治美術コレクションと世界の七宝コレクション、イギリスのアシュモレアン博物館やヴィクトリア&アルバート博物館、アメリカのロサンゼルス・カウンティ美術館などでの所蔵が確認されている。

## 代表作
- 「七宝四季花鳥図花瓶」 三の丸尚蔵館蔵。明治32年（1899年）製作、明治33年（1900年）パリ万国博覧会出品、金賞[40]。重要文化財（令和7年度指定予定[28]）。

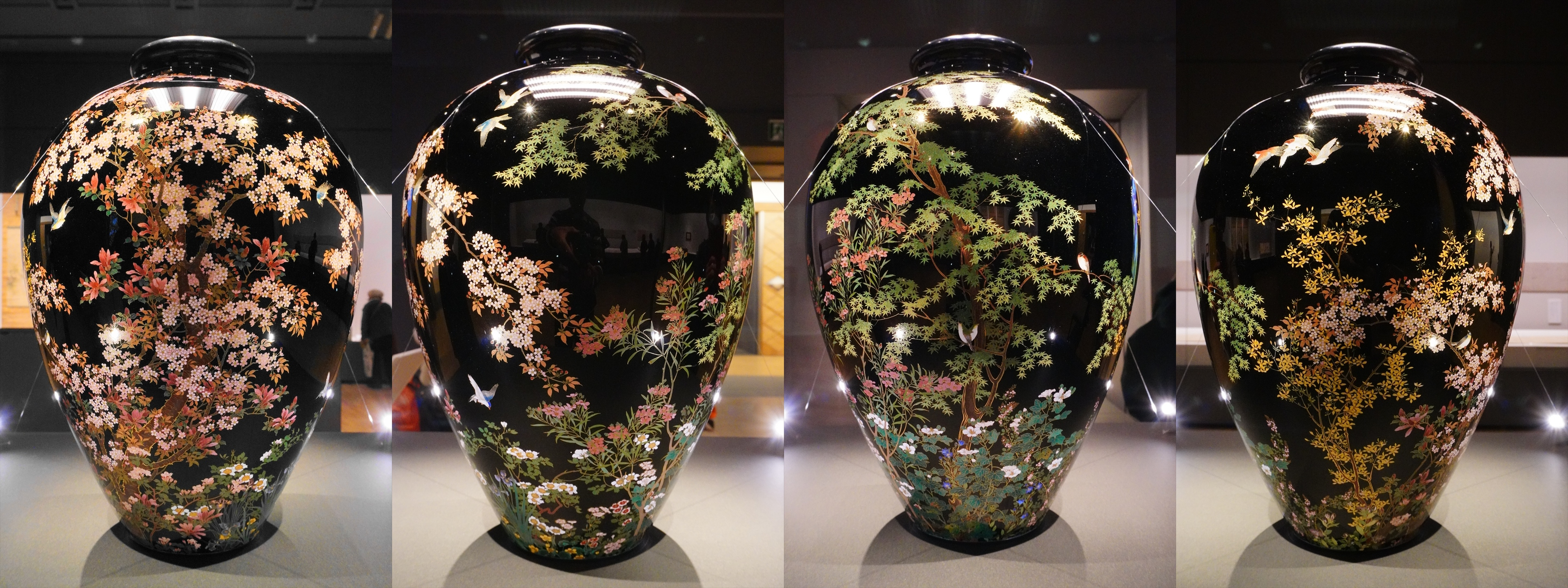
七宝四季花鳥図花瓶、1899年、重要文化財（令和7年度指定予定）、皇居三の丸尚蔵館蔵（画像左から右回り90度ずつ撮影）

- 「鳳凰文食籠」 並河靖之七宝記念館蔵 明治6年12月
- 「舞楽図花瓶」 三の丸尚蔵館蔵 明治10年（1877年）第1回内国勧業博覧会出品 他に出した作品と共に鳳文賞受賞
- 「花鳥文花瓶」 オーストリア国立工芸美術館蔵 明治17年（1884年）
- 「七宝菊唐草文花瓶」 東京国立博物館蔵 明治25年（1892年）。翌年のコロンブス万国博覧会出品
- 「七宝山水楼閣文香炉」 東京国立博物館 大正元年（1912年）靖之本人より帝室博物館に寄贈[41]。大正天皇即位記念として制作されたと推測される
- 「桜蝶図平皿」京都国立近代美術館、2016年に同館が清水三年坂美術館から買い上げた作品のうちの一つ[35]
- 「藤図花瓶」京都国立近代美術館、同上[36]

## その他の作例

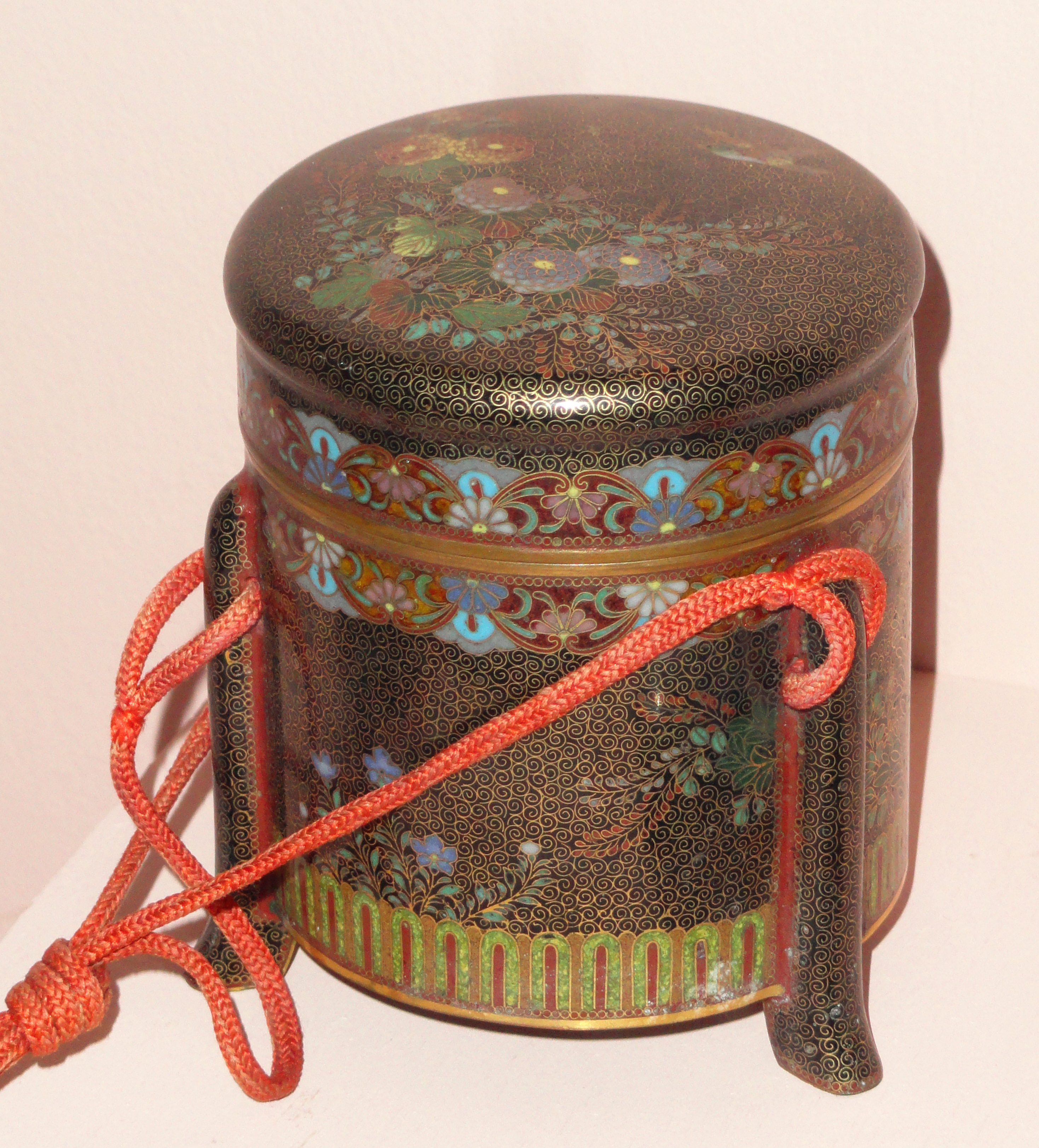
近代初期の渦文様の京七宝, 並河靖之(George Walter Vincent Smith Art Museum).
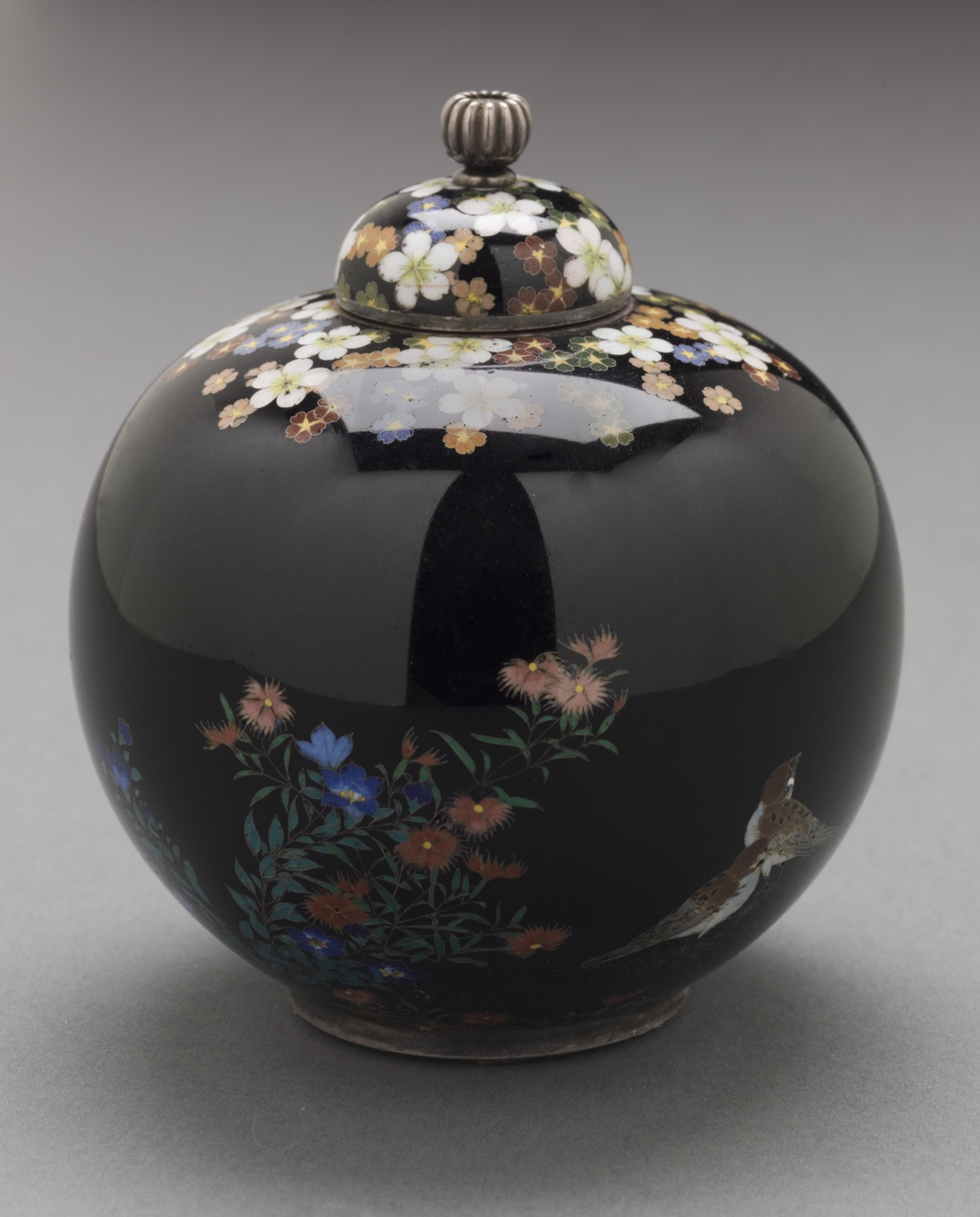
並河靖之（ロサンゼルス・カウンティ美術館）
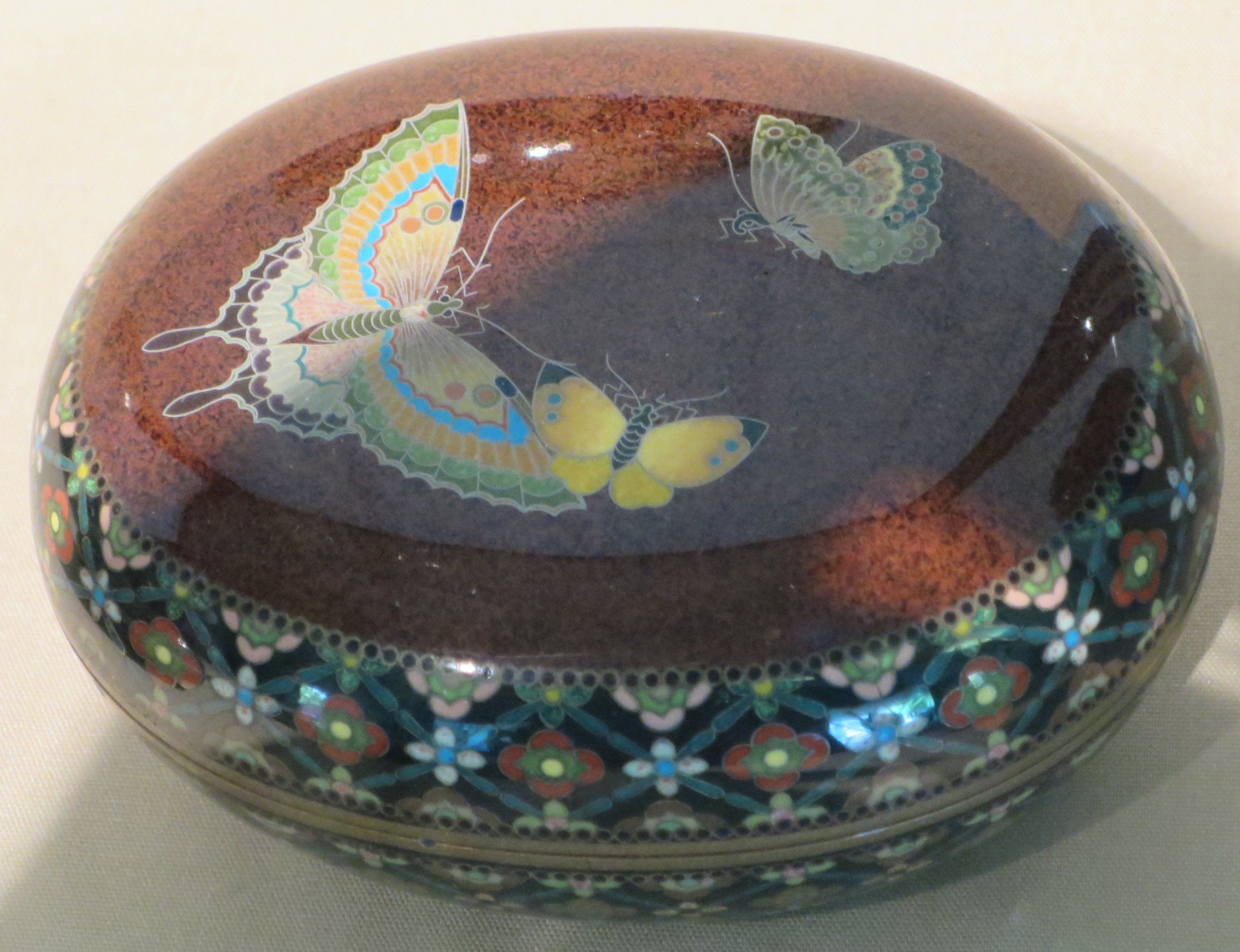
並河靖之（1890, ロサンゼルス・カウンティ美術館）
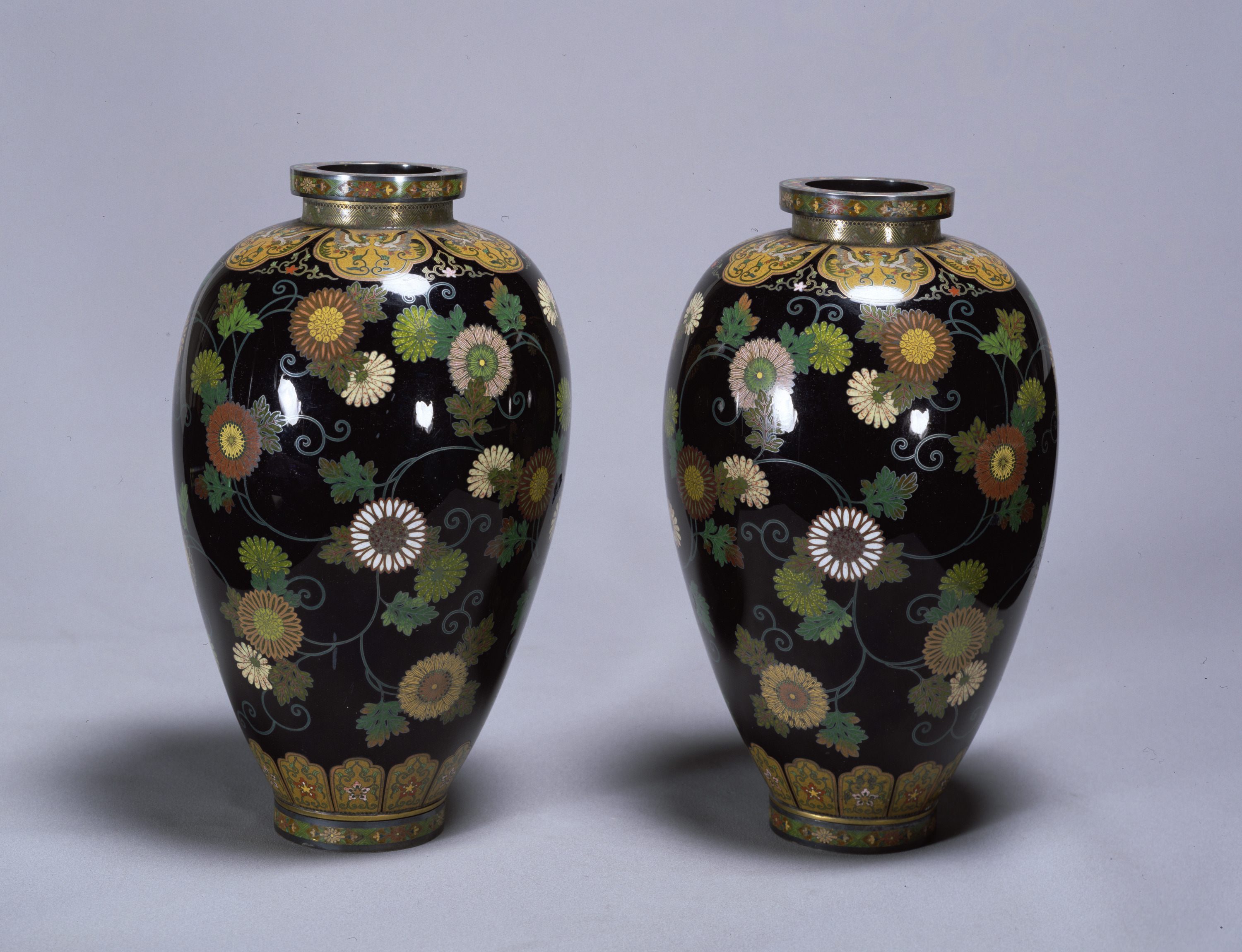
並河靖之 七宝菊唐草文瓶（1892, 東京国立博物館）
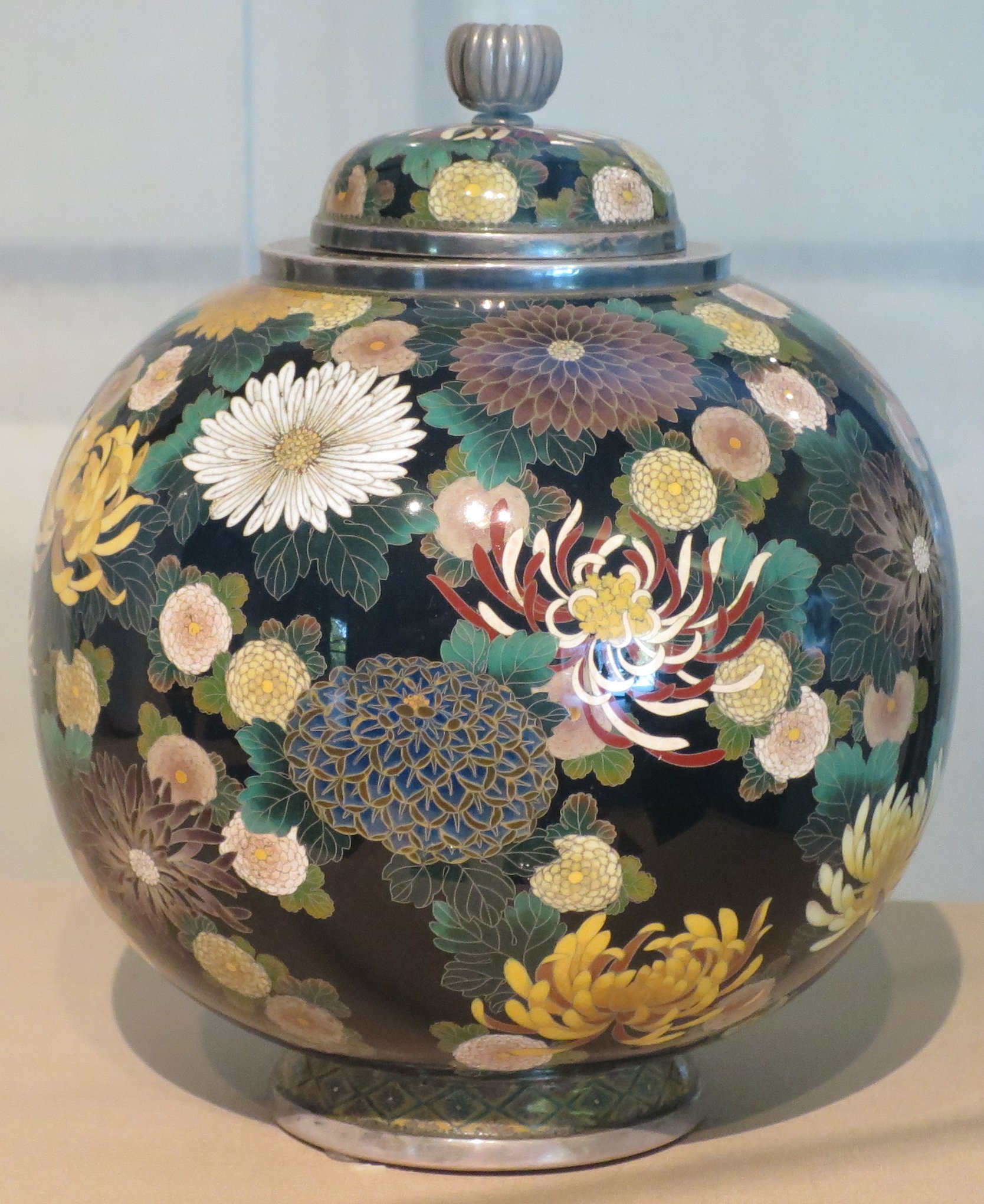
並河靖之(1900-1903, 個人蔵)
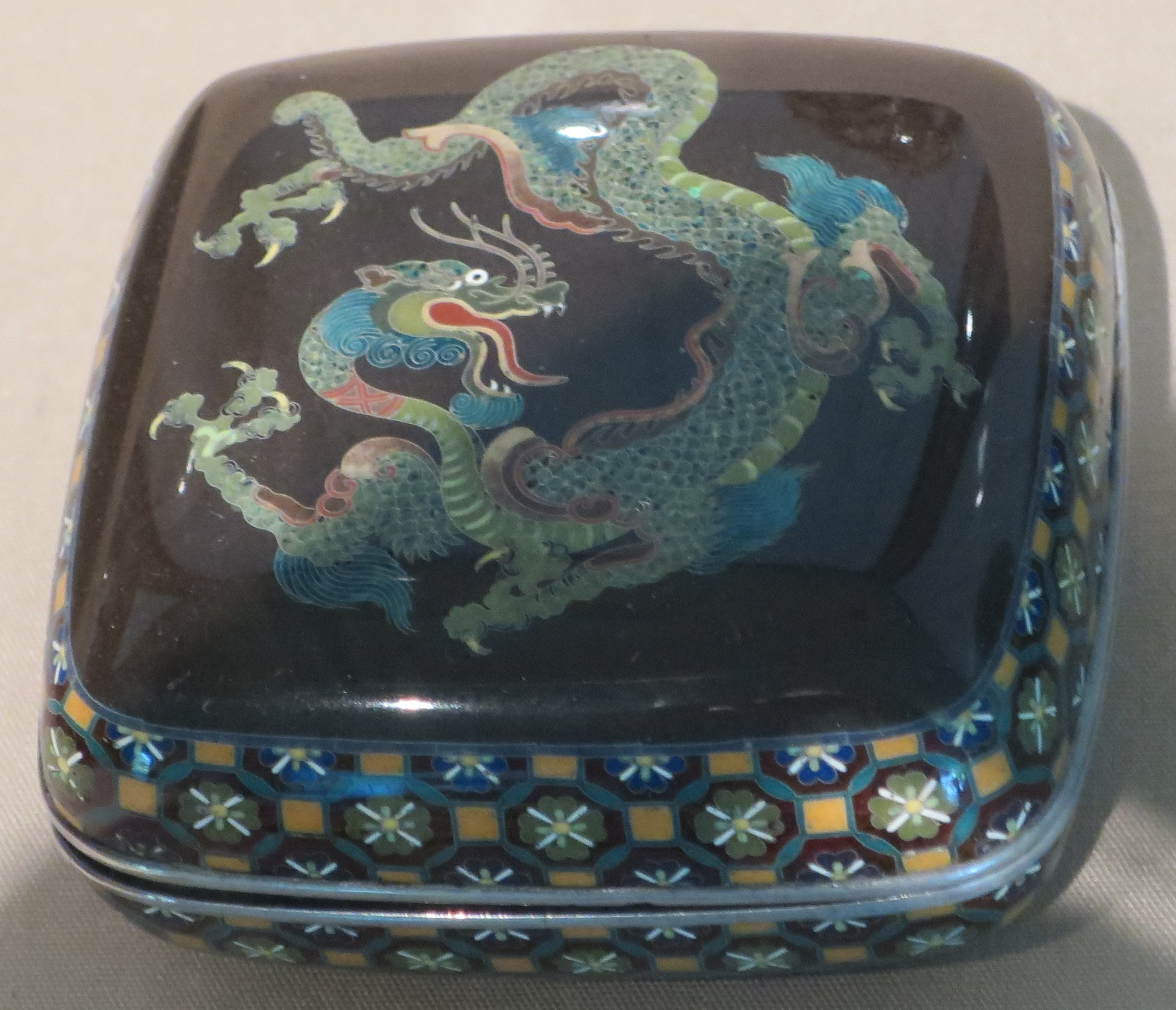
並河靖之(1900-1905, ロサンゼルス・カウンティ美術館)
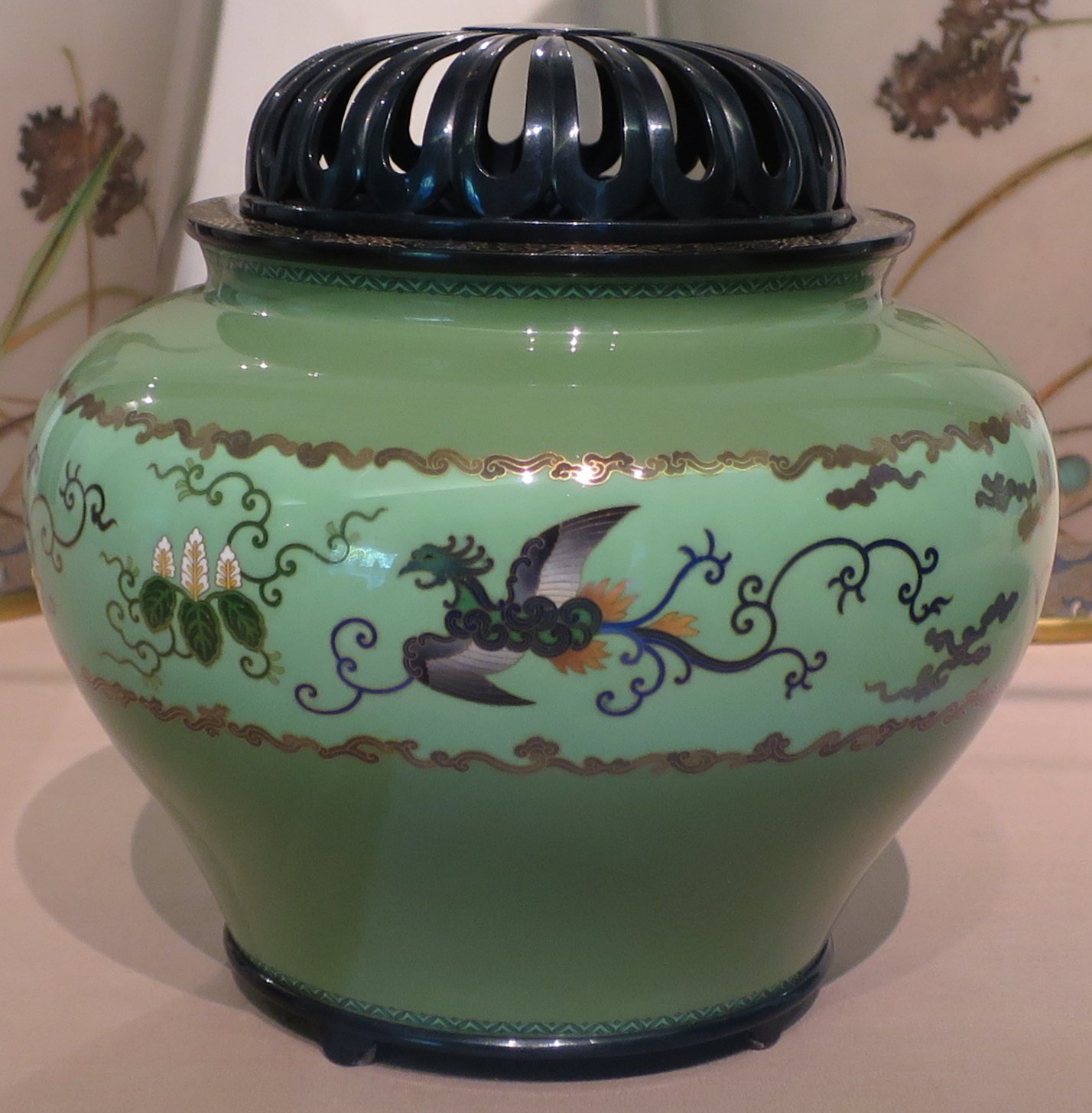
並河靖之(1900-1905, ロサンゼルス・カウンティ美術館)
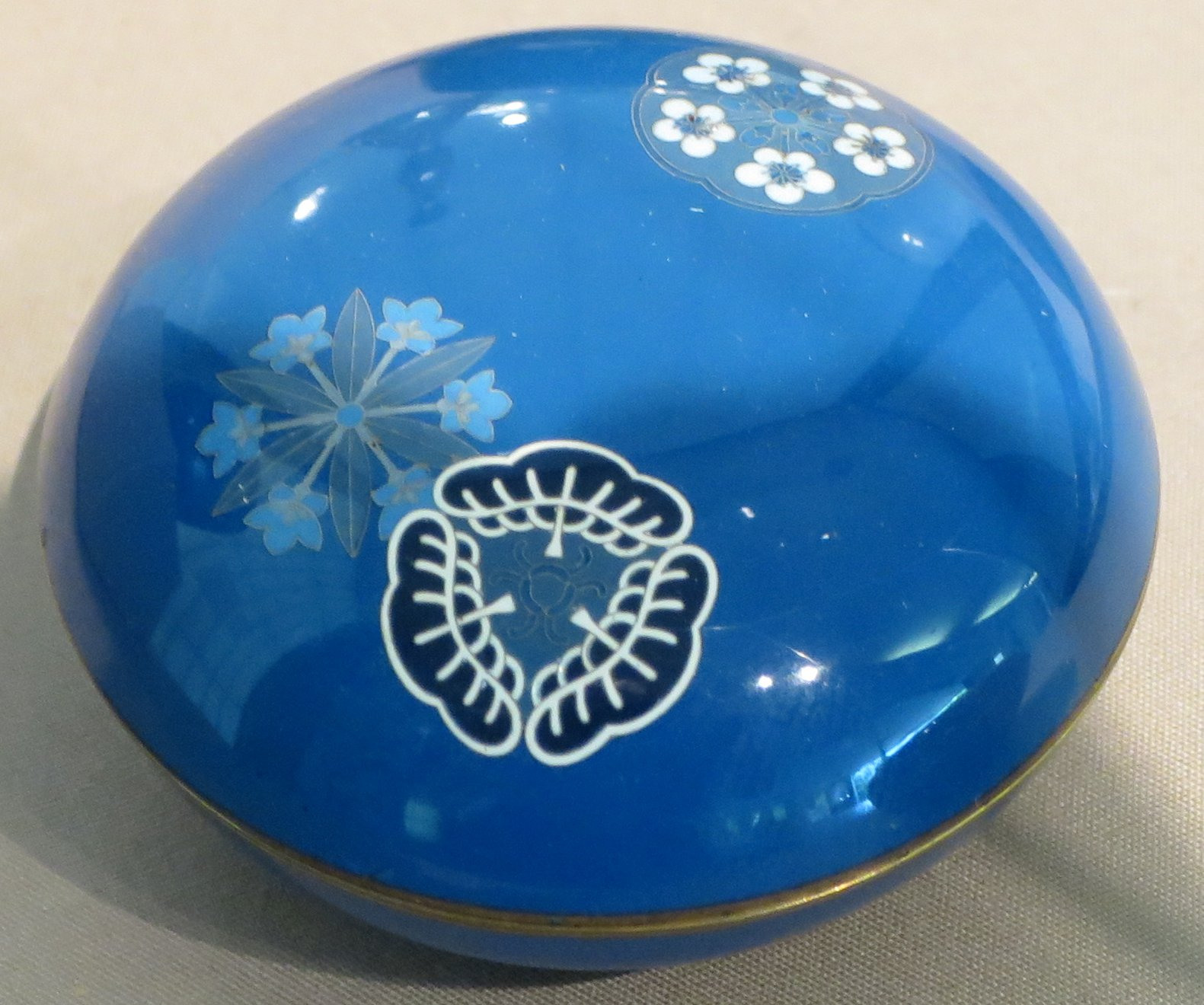
並河靖之(1905-1910, ロサンゼルス・カウンティ美術館)
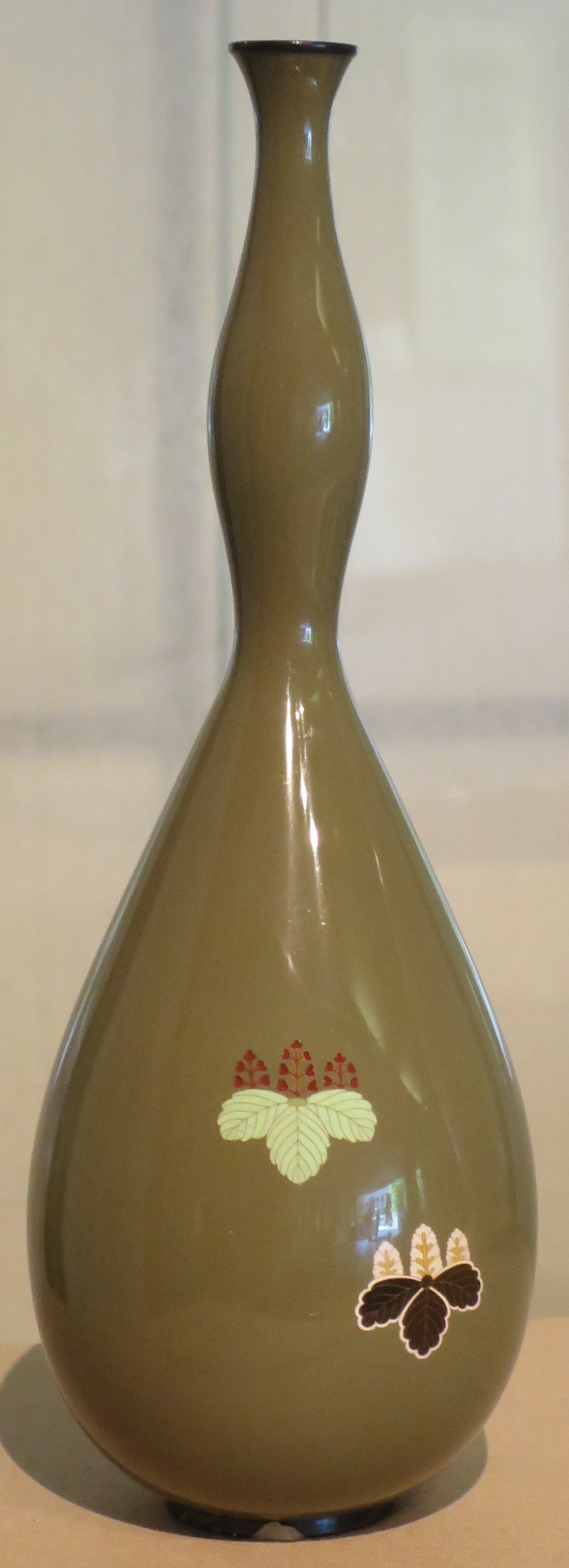
並河靖之(1905-1910, ロサンゼルス・カウンティ美術館)
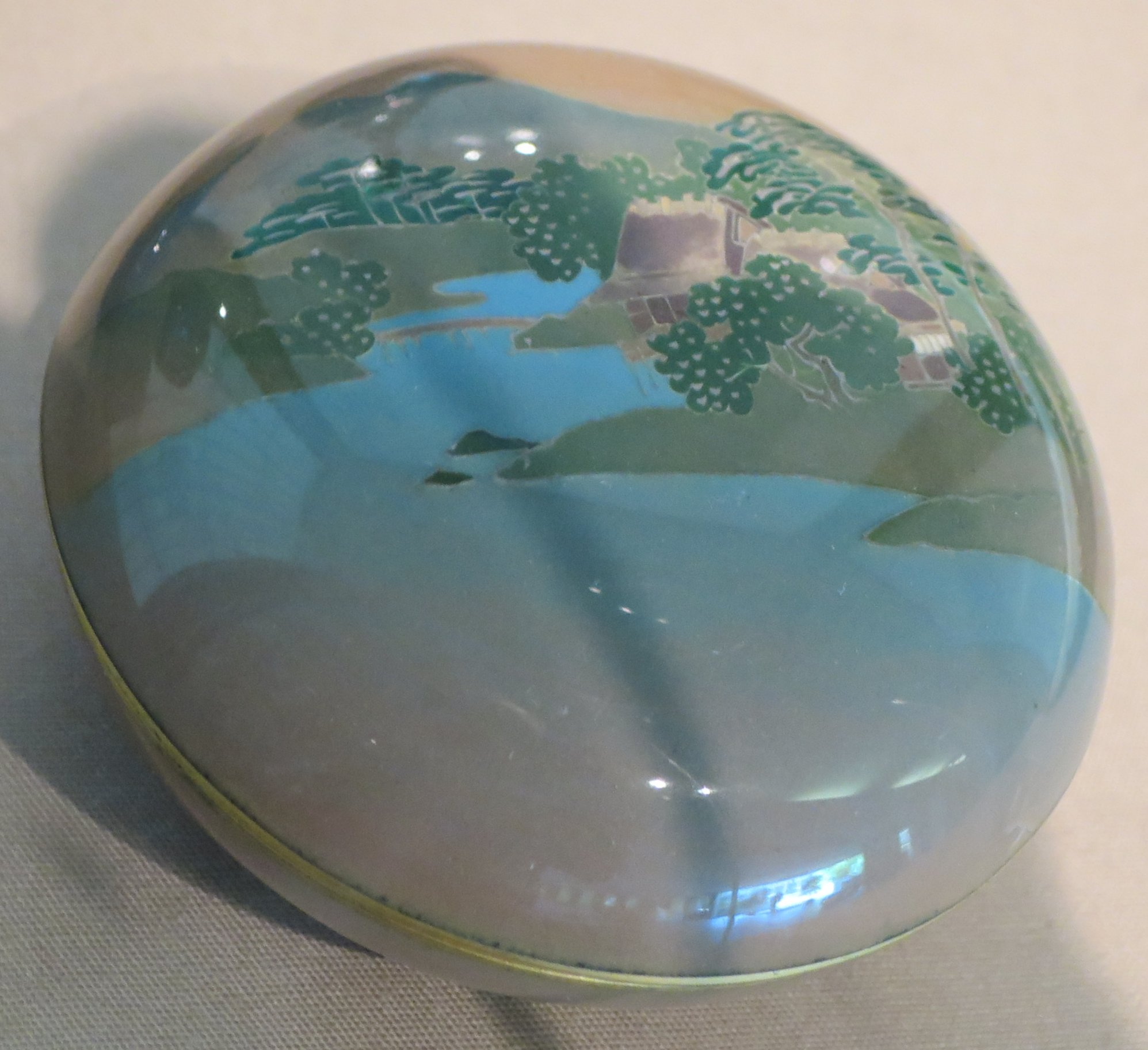
並河靖之(1910, 個人蔵)